# 城台乡
城台乡，是中华人民共和国青海省海东市乐都区下辖的一个乡镇级行政单位。

## 行政区划
城台乡下辖以下地区：
拉甘驿村、台子村、城子村、山城村、坝口村、河东村、小沟村、新庄村、衙门庄村、泉湾村和下台村。